# Friedrich-Albert Lange
Pour les articles homonymes, voir Lange.
Friedrich-Albert Lange (1828 à Wald près de Solingen - 1875 à Marbourg) est un historien et philosophe allemand, fils du théologien Johann Peter Lange (de).

## Biographie
Il est professeur à Cologne, puis à l'université de Bonn, enfin (1858) au gymnase de Duisbourg. En 1861, il se consacre à la politique et se range du côté d'August Bebel (fondateur du Parti socialiste démocrate).
Impliqué dans de continuels procès de presse, il se réfugie à Winterthur (près de Zurich) en 1866, retourne en Prusse en 1873 occuper la chaire de philosophie à l'université de Marbourg.
On a suggéré que c'est Lange qui, par son Histoire du matérialisme, aura fait connaître à Nietzsche l'idée de l'éternel retour telle que la concevait l'intellectuel français Auguste Blanqui.

## Œuvres
- La Question des travailleurs (titre allemand : Die Arbeiterfrage in ihrer Bedeutung für Gegenwart und Zukunft) (1865)
- Histoire du matérialisme et critique de son importance à notre époque.
  - (de) Geschichte des Materialismus und Kritik seiner Bedeutung in der Gegenwart, édition originale en allemand, 1866.
  - (fr)  traduction française par B. Pommerol, chez Reinwald et Cie, en deux tomes : T1, Histoire du matérialisme jusqu’à Kant, 1877 ; T2, Histoire du matérialisme depuis Kant, 1879 ; texte sur wikisource. ; rééd. éditions coda, 2004,  (ISBN 2-84967-008-1).
- Études de logique (1877), posthume.